# Иммиграция в Чили
Иммиграция в Чили (исп. Inmigración en Chile) — процесс переселения на территорию Чили в течение её освоения и становления. Чили — страна, население которой в основном состоит из коренных американцев (в основном арауканского происхождения) и людей пиренейского происхождения (в основном андалузского и баскского происхождения). Есть также некоторые малые коренные общины, которые живут на юге. Небольшое количество европейских иммигрантов поселились в Чили в девятнадцатом и двадцатом веках, в основном испанцы, а также немцы, британцы, французы, итальянцы и южные славяне (в основном хорваты и черногорцы). Тем не менее, эта иммиграция никогда не была масштабной, контрастируя с массовой миграцией, которая была характерна в Аргентине, Уругвае и Бразилии. Между 1880 и 1940 году, по оценкам 43.000 иммигрантов прибыли из Испании и стали частью чилийского общества. Примерно 2500 были из Андалусии (Испания). Потомки различных европейских этнических групп часто вступали в смешанные браки, смешивая культуры и идентичности своих стран с культурой потомков Басков-кастильского аристократии колониального периода. В то же время некоторые отдельные культурные аспекты, такие как британский послеобеденный чай, немецкие торты и итальянская паста, были сохранены. Смесь культур и рас сформировали современное общество и культуру чилийских среднего и высшего классов, которые, однако, часто пренебрегали чилийской народной культурой, ответвлением культуры испанцев, которые поселились в стране в колониальный период. Это слияние также видно в архитектуре чилийских городов.
Большинство иммигрантов в Чили во время XIX и XX веков были из дальнего зарубежья. Переселенцы из Европы приезжали из Испании, Италии, Франции, Хорватии, Австрии, Германии, Великобритании и Ирландии. Беженцы из гражданской войны в Испании прибывали в 1930-х годах. Сегодня большинство иммигрантов приезжает из соседних стран. В основном из Аргентины, а также Перу. Одним из основных факторов, которые влияют на миграцию, является относительно стабильная политическая истории страны, по сравнению с остальной частью Латинской Америки и, в последнее время, значительный рост чилийской экономики. Иммигранты из других стран Латинской Америки внесли важный вклад в Чили. Например, один из основателей знаменитого Чилийского университета, был венесоланец Андрес Бельо. Сегодня шахты меди и нитрата в Атакаме полагаются на контрактных рабочих из соседней Боливии.
Морская торговля привела к созданию английских, французских, итальянских, голландских, греческих, португальских и скандинавских поселений. Палестинцы, сирийцы и ливанцы прибыли в большом количестве в 1920-х.